# Pycnopsyche lepida
Pycnopsyche lepida là một loài Trichoptera trong họ Limnephilidae. Chúng phân bố ở miền Tân bắc.